# 西安交通大学医学院第一附属医院
西安交通大学第一附属医院 (英語：First Affiliated Hospital of Xi’an Jiaotong University)创立于1937年11月15日，是中華人民共和國陝西省西安市雁塔區的一家综合性三级甲等醫院以及陝西省首家三级甲等医院，是卫生部直属医院，医院占地面积14.8万平方米，建筑面积20.5万平方米，
1937年，第二次中日戰爭爆发後，北平大学医学院部分师生來到西安組建西安临时大学医学院附属医院。1956年，西安临时大学医学院附属医院分為兩部分，一部分為西安医学院第一附属医院。1985年更名為西安醫科大學第一附屬醫院。西安醫科大學併入西安交通大學後醫院更名為西安交通大学第一附属医院。2018年11月30日，成立於1958年位於阎良区的西安一四一医院并入西安交通大学第一附属医院並更名为西安交通大学第一附属医院东院。

## 外部連結
- 官方网站